# Вітал Л'Ост
Вітал Л'Ост (англ. Vital L'Hoste; 6 червня 1925) — бельгійський боксер напівважкої ваги. Призер чемпіонату Європи з боксу (1947), олімпієць.

## Життєпис
На першому повоєнному чемпіонаті Європи з боксу 1947 року в Дубліні (Ірландія) спочатку переміг Готе Фріделла (Швеція) і Франтішека Шемуру (Польща), а у півфіналі поступився Леону Новья (Франція). У втішному поєдинку переміг Кена Ваєта (Англія), здобувши бронзову медаль.
На літніх Олімпійських іграх 1948 року в Лондоні (Велика Британія) брав участь у змаганнях боксерів напівважкої ваги. У першому поєдинку переміг Алехандро Артече (Іспанія), а у другому поступився Гаррі Сільяндеру (Фінляндія).
У 1949 році перейшов у професійний бокс, де провів 7 боїв, у 4 з яких одержав перемогу, двічі поступився та один поєдинок звів у нічию.